# Серне (кантон)
Серне́ (фр. Cernay) — кантон на северо-востоке Франции в регионе Гранд-Эст (бывший Эльзас — Шампань — Арденны — Лотарингия), департамент Верхний Рейн, округ Тан — Гебвиллер. Кантон был создан 15 февраля 1790 года, затем изменён в 1801 году и преобразован 22 марта 2015 года. После реформы кантон включает в себя 32 коммуны.

## История
Кантон образован в 1790 году. До марта 2015 года был административным центром для 11 коммун округа Тан:
| Код INSEE | Коммуна         | Французское название | Площадь, км² | Население, чел. (2012) |
| --------- | --------------- | -------------------- | ------------ | ---------------------- |
| 68011     | Аспак-ле-Ба     | Aspach-le-Bas        | 8,01         | 1302                   |
| 68031     | Бернвиллер      | Bernwiller           | 7,6          | 658                    |
| 68059     | Бюрно-ле-Ба     | Burnhaupt-le-Bas     | 11,77        | 1826                   |
| 68060     | Бюрно-ле-О      | Burnhaupt-le-Haut    | 12,49        | 1677                   |
| 68063     | Серне           | Cernay               | 18,04        | 11398                  |
| 68302     | Швегуз-Тан      | Schweighouse-Thann   | 10,78        | 725                    |
| 68321     | Стаффельфельден | Staffelfelden        | 7,42         | 3727                   |
| 68322     | Стенбак         | Steinbach            | 6,09         | 1356                   |
| 68342     | Уффольтс        | Uffholtz             | 11,91        | 1580                   |
| 68359     | Ваттвиллер      | Wattwiller           | 13,61        | 1731                   |
| 68375     | Виттельсем      | Wittelsheim          | 23,63        | 10573                  |

Кантон преобразован в соответствии с декретом от 21 февраля 2014 года, предписывающим сокращение числа кантонов департамента Верхний Рейн с 31-го до 17-ти. В результате реформы, три коммуны переданы в состав кантона Мазво (Бернвиллер, Бюрно-ле-Ба, Бюрно-ле-О), две — в состав кантона Виттенем (Виттельсем и Стаффельфельден), а к существующим 6 коммунам добавлено: из состава кантона Мазво — одну коммуну (Бурбак-ле-О), из состава упразднённого кантона Сент-Амарен — 15 коммун (Вильденстен, Гайсуз, Гольдбак-Альтенбак, Крют, Мальмерспак, Митсак, Молло, Моош, Одерен, Ранспак, Сент-Амарен, Сторккенсон, Феллеринг, Юрбес, Юссерен-Вессерлин), из состава упразднённого кантона Тан передано 10 коммун (Аспак-ле-О, Битшвиллер-ле-Тан, Бурбак-ле-Ба, Виллер-сюр-Тур, Вьё-Тан, Лембак, Мишельбак, Раммерсмат, Родерен, Тан). Официальная дата создания нового кантона — 22 марта 2015 года. По данным INSEE с марта 2015 года в составе кантона 32 коммуны, совокупная численность населения — 50 395 человек (2012).
Начиная с выборов в марте 2015 года, советники избираются по смешанной системе (мажоритарной и пропорциональной). Избиратели каждого кантона выбирают Совет департамента (новое название генерального Совета): двух советников разного пола. Этот новый механизм голосования потребовал перераспределения коммун по кантонам, количество которых в департаменте уменьшилось вдвое с округлением итоговой величины вверх до нечётного числа в соответствии с условиями минимального порога, определённого статьёй 4 закона от 17 мая 2013 года. В результате пересмотра общее количество кантонов департамента Верхний Рейн в 2015 году уменьшилось с 31-го до 17-ти.
Советники департаментов избираются сроком на 6 лет. Выборы территориальных и генеральных советников проводят по смешанной системе: 80 % мест распределяется по мажоритарной системе и 20 % — по пропорциональной системе на основе списка департаментов. В соответствии с действующей во Франции избирательной системой для победы на выборах кандидату в первом туре необходимо получить абсолютное большинство голосов (то есть больше половины голосов из числа не менее 25 % зарегистрированных избирателей). В случае, когда по результатам первого тура ни один кандидат не набирает абсолютного большинства голосов, проводится второй тур голосования. К участию во втором туре допускаются только те кандидаты, которые в первом туре получили поддержку не менее 12,5 % от зарегистрированных и проголосовавших «за» избирателей. При этом, для победы во втором туре выборов достаточно простого большинства (побеждает кандидат, набравший наибольшее число голосов).

## Консулы кантона
| Период      | Консул          | Должность                          |
| ----------- | --------------- | ---------------------------------- |
| 1945 — 1951 | Henri Kauffmann |                                    |
| 1951 — 1958 | Xavier Herrgott | Мэр коммуны Серне (1953—1973)      |
| 1958 — 1970 | Jules Ebner     | Мэр коммуны Виттельсем (1947—1971) |
| 1970 — 1976 | Gilbert Michel  |                                    |
| 1976 — 1982 | Fernand Weber   |                                    |
| 1982 — 1993 | Gilbert Michel  | Мэр коммуны Серне                  |
| 1993 — 2008 | Charles Wilhelm |                                    |
| 2008 — 2015 | Pierre Vogt     | Мэр коммуны Виттельсем (1995—2001) |

После реформы 2015 года консулов избирают парами:
| Консулы кантона после реформы 2015 года: | Консулы кантона после реформы 2015 года: | Консулы кантона после реформы 2015 года: | Консулы кантона после реформы 2015 года: |
| Период                                   | Пара консулов                            | Статус                                   | Должность                                |
| ---------------------------------------- | ---------------------------------------- | ---------------------------------------- | ---------------------------------------- |
| 2015 — 2021                              | Annick Lutenbacher                       | LR                                       | Мэр коммуны Феллеринг                    |
| 2015 — 2021                              | Raphaël Schellenberger                   | LR                                       | Мэр коммуны Ваттвиллер                   |

## Список коммун
С марта 2015 года кантону подчинены 32 коммуны:
| Код INSEE | Коммуна            | Французское название   | Почтовый индекс | Площадь, км² | Население (2012) | Плотность, чел/км² |
| --------- | ------------------ | ---------------------- | --------------- | ------------ | ---------------- | ------------------ |
| 68011     | Аспак-ле-Ба        | Aspach-le-Bas          | 68700           | 8,01         | 1302             | 162,6              |
| 68012     | Аспак-ле-ОА        | Aspach-le-Haut         | 68700           | 8,69         | 1472             | 169,4              |
| 68040     | Битшвиллер-ле-Тан  | Bitschwiller-lès-Thann | 68620           | 12,64        | 1991             | 157,5              |
| 68045     | Бурбак-ле-Ба       | Bourbach-le-Bas        | 68290           | 6,04         | 605              | 100,2              |
| 68046     | Бурбак-ле-О        | Bourbach-le-Haut       | 68290           | 6,86         | 416              | 60,6               |
| 68063     | Серне              | Cernay                 | 68700           | 18,04        | 11398            | 631,8              |
| 68089     | Феллеринг          | Fellering              | 68470           | 21,29        | 1704             | 80,0               |
| 68102     | Гайсуз             | Geishouse              | 68690           | 7,28         | 478              | 65,7               |
| 68106     | Гольдбак-Альтенбак | Goldbach-Altenbach     | 68760           | 9,14         | 280              | 30,6               |
| 68151     | Юссерен-Вессерлин  | Husseren-Wesserling    | 68470           | 5,09         | 989              | 194,3              |
| 68171     | Крют               | Kruth                  | 68820           | 22,06        | 962              | 43,6               |
| 68180     | Лембак             | Leimbach               | 68800           | 3,57         | 838              | 234,7              |
| 68199     | Мальмерспак        | Malmerspach            | 68550           | 2,66         | 522              | 196,2              |
| 68206     | МишельбакА         | Michelbach             | 68700           | 3,35         | 354              | 105,7              |
| 68211     | Митсак             | Mitzach                | 68470           | 6,41         | 420              | 65,5               |
| 68213     | Молло              | Mollau                 | 68470           | 8,82         | 392              | 44,4               |
| 68217     | Моош               | Moosch                 | 68690           | 15,25        | 1721             | 112,9              |
| 68247     | Одерен             | Oderen                 | 68830           | 19,12        | 1299             | 67,9               |
| 68261     | Раммерсмат         | Rammersmatt            | 68800           | 5,47         | 213              | 38,9               |
| 68262     | Ранспак            | Ranspach               | 68470           | 11,4         | 842              | 73,9               |
| 68279     | Родерен            | Roderen                | 68800           | 7,16         | 898              | 125,4              |
| 68292     | Сент-Амарен        | Saint-Amarin           | 68550           | 11,61        | 2338             | 201,4              |
| 68302     | Швегуз-Тан         | Schweighouse-Thann     | 68520           | 10,78        | 725              | 67,3               |
| 68322     | Стенбак            | Steinbach              | 68700           | 6,09         | 1356             | 222,7              |
| 68328     | Сторккенсон        | Storckensohn           | 68470           | 5,1          | 228              | 44,7               |
| 68334     | Тан                | Thann                  | 68800           | 12,51        | 7931             | 634,0              |
| 68342     | Уффольтс           | Uffholtz               | 68700           | 11,91        | 1580             | 132,7              |
| 68344     | Юрбес              | Urbès                  | 68121           | 12,68        | 450              | 35,5               |
| 68348     | Вьё-Тан            | Vieux-Thann            | 68800           | 5,11         | 2895             | 566,5              |
| 68359     | Ваттвиллер         | Wattwiller             | 68700           | 13,61        | 1731             | 127,2              |
| 68370     | Вильденстен        | Wildenstein            | 68820           | 9,86         | 192              | 19,5               |
| 68372     | Виллер-сюр-Тур     | Willer-sur-Thur        | 68760           | 18,0         | 1873             | 104,1              |

АКоммуна Аспак-ле-О упразднена и с 1 января 2016 года объединена с коммуной Мишельбак в новую коммуну Аспак-Мишельбак (кантон Серне) на основании Административного акта № 57 от 24 декабря 2015 года.